# Jérémie Iordanoff
Jérémie Iordanoff, né le 2 février 1983 à Laxou (Meurthe-et-Moselle), est un homme politique français. Membre des Écologistes, il est élu député en 2022 dans la cinquième circonscription de l'Isère et vice-président de l'Assemblée nationale depuis 2024

## Biographie
Artiste-peintre de profession, il peint des toiles abstraites, à l’huile et à l’aquarelle, et réalise des dessins à l’encre. Il est militant chez Les Verts depuis les années 2000. Il est issu de l'aile droite d'EELV proche de Yannick Jadot.
En 2012, il est directeur de campagne de l'écologiste Jean-Louis Roumégas dans la première circonscription de l'Hérault, et devient son attaché parlementaire après son élection jusqu'en 2017 pour la 14e législature.
Il devient secrétaire national adjoint d'EELV lors du congrès de novembre 2019 et s'installe alors à Grenoble.
Dans le cadre de la coalition NUPES pour les élections législatives 2022, Jérémie Iordanoff est investi par EELV dans la cinquième circonscription de l'Isère avec pour suppléante Marie Questiaux, conseillère départementale du canton de l'Oisans-Romanche. Le 19 juin 2022, il remporte l'élection face à Florence Jay (Renaissance) avec 50,4 % des suffrages exprimés.

## Travail parlementaire
Le 24 octobre 2022, il est le seul député de gauche à refuser de voter la motion de censure déposée par son groupe, afin de ne pas mêler sa voix à celles du Rassemblement national.
En 2023, au cœur du débat sur la réforme des retraites, il a déposé une proposition de loi visant à supprimer l'article 49.3 de la constitution.
Il est nommé corapporteur de la "Mission d'information sur l'activisme violent". Cette Mission d'information aboutit à la publication d'un rapport qui dresse un portait de la violence politique contemporaine. Des divergences sont à noter entre l'analyse et les conclusions des deux corapporteurs. Pour le député Jérémie Iordanoff « Les atteintes aux biens et à la propriété privée ne relèvent pas [...] du champ de la violence, laquelle s'exerce exclusivement contre des personnes ». Le rapport aboutit à vingt-huit propositions dont dix-sept communes aux deux corapporteurs. Jérémie Iordanoff préconise notamment de créer un Défenseur de l'environnement, de refonder « toutes les institutions de la Ve République » et d'abroger l'article 49.3 de la Constitution, estimant que le débat démocratique est un moyen de lutter contre la violence politique.

### Élections législatives de 2024
Sous la bannière du Nouveau Front populaire, Jérémie Iordanoff est réélu lors des élections législatives de 2024 avec 59,95 % des voix face à la candidate du Rassemblement national, Frédérique Schreiber, après le désistement du candidat de Renaissance, Jean-Charles Colas-Roy.
Candidat unique du NFP le 22 octobre, il est élu vice-président de l'Assemblée nationale en remplacement d'Annie Genevard, devenue ministre de l'Agriculture un mois plus tôt, par 175 voix contre 161 pour Virginie Duby-Muller, membre du groupe Droite républicaine, et soutenue par ceux d'Ensemble pour la République,. De fait, la gauche accentue sa majorité au bureau de l’Assemblée nationale avec un total de treize sièges.

## Vie personnelle
Jérémie Iordanoff habite Grenoble et est père de deux enfants.

## Synthèse des résultats électoraux

### Election législative
| Année | Parti | Parti | Circonscription               | 1er tour | 1er tour | 1er tour | 2d tour | 2d tour | 2d tour |
| Année | Parti | Parti | Circonscription               | Voix     | %        | Rang     | Voix    | %       | Issue   |
| ----- | ----- | ----- | ----------------------------- | -------- | -------- | -------- | ------- | ------- | ------- |
| 2022  |       | EELV  | 5e circonscription de l'Isère | 17 457   | 32,29    | 1re      | 25 010  | 50,43   | Élu     |
| 2024  |       | EELV  | 5e circonscription de l'Isère | 27 874   | 36,25    | 1re      | 43 281  | 59,95   | Élu     |

### Vice-présidence de l’Assemblée nationale
| Année | Groupe | Groupe | 1er tour | 1er tour | 1er tour | 2e tour | 2e tour | 2e tour | 3e tour | 3e tour | 3e tour | Issue |
| Année | Groupe | Groupe | Voix     | %        | Rang     | Voix    | %       | Rang    | Voix    | %       | Rang    | Issue |
| ----- | ------ | ------ | -------- | -------- | -------- | ------- | ------- | ------- | ------- | ------- | ------- | ----- |
| 2024  |        | EcoS   | 157      | 30,90    | 1er      | 149     | 31,56   | 1er     | 175     | 35,93   | 1er     | Élu   |